# Roanne (Corrèze)
Die Roanne ist ein Fluss in Frankreich, der Département Corrèze in der Region Nouvelle-Aquitaine verläuft. Sie entspringt an der Nordwestflanke des Roche de Vic (636 m), im Gemeindegebiet von Albussac, entwässert generell Richtung West bis Nordwest und mündet nach rund 21 Kilometern beim Weiler Confolens, im Gemeindegebiet von Dampniat als linker Nebenfluss in die Corrèze.

## Orte am Fluss
- Beynat
- Lanteuil
- Confolens, Gemeinde Dampniat